# Haliplus furcatus
Haliplus furcatus  (лат.) — вид жуков-плавунчиков. Распространён в Австрии, Англии, Бельгии, Германии, северной Италии, Латвии, Нидерландах, Польше, Чехии, Европейской части России и Сибири. В Швейцарии, Исландии и Ирландии, на Фарерских островах этот жук отсутствует.
Длина тела имаго 2,2—2,8 мм.